# Franz Feuerstein

Franz Feuerstein

Franz Feuerstein (* 15. Oktober 1866 in Stuttgart; † 31. Mai 1939 ebenda) war ein deutscher Politiker der SPD. Von 1907 bis 1933 vertrat er mehrfach verschiedene württembergische Wahlkreise im württembergischen Landtag und im Reichstag.

## Leben
Der evangelische Feuerstein besuchte von 1873 bis 1880 die Volksschule in Stuttgart und danach die Fortbildungsschule. Von 1881 bis 1884 absolvierte er eine Buchdruckerlehre. Seit 1885 war er Mitglied  und dann von 1899 bis 1902 Gauvorsteher des Verbandes der Deutschen Buchdrucker. Er war als Journalist und Redakteur bei politisch links ausgerichteten, gewerkschaftlichen und genossenschaftlichen Publikationen tätig, unter anderem 1902 bis 1904 als verantwortlicher Redakteur bei der SPD-Tageszeitung Schwäbische Tagwacht und ab 1904 beim Württembergischen Genossenschaftsblatt (und dessen Nachfolgetitel ab 1920, Der Genossenschafter), dem Organ des Verbandes Württembergischer Konsumvereine, dessen Vorstandsmitglied er seit 1904 war. Von 1919 bis 1932 war Feuerstein Mitglied des Generalrats des Zentralverbandes deutscher Konsumvereine. Von 1928 bis 1932 gehörte er als stellvertretendes Mitglied dem Württembergischen Staatsgerichtshof an.
Im Jahre 1893 trat Feuerstein in die SPD ein. Von 1907 bis 1918 war Feuerstein Mitglied in der Abgeordnetenkammer des württembergischen Landtages. Bei der Reichstagswahl 1907 kandidierte er im Wahlkreis Heilbronn, unterlag jedoch, was er auf das Fehlen einer sozialdemokratischen Zeitung in Heilbronn zurückführte, die die SPD-Kandidaten unterstützen könnte. Auf seine Anregung wurde im selben Jahr die Produktiv-Genossenschaft Vereinsdruckerei gegründet, die ab 1908 die Heilbronner SPD-Zeitung Neckar-Echo herausgab, mit deren Unterstützung Feuerstein bei der Reichstagswahl 1912 für den Wahlkreis Württemberg 3 (Heilbronn, Besigheim, Brackenheim, Neckarsulm) in den Reichstag gewählt wurde. Feuerstein, der im Hauptwahlgang 36,7 % der Stimmen bekommen hatte, siegte in der Stichwahl (56,0 %) durch die Unterstützung der Fortschrittlichen Volkspartei. Von 1919 bis 1920 besaß Feuerstein ein Mandat in der Württembergischen Verfassunggebenden Landesversammlung. 1920 wurde er erneut in den Reichstag gewählt, dieses Mal für den Wahlkreis 34 (Württemberg). Ab 1928 bis zum Beginn der Diktatur 1933 war er erneut Mitglied des württembergischen Landtags.